# اعترافات ملکه درام نوجوان
اعترافات ملکه درام نوجوان (انگلیسی: Confessions of a Teenage Drama Queen) یک فیلم در ژانر موزیکال و کمدی به کارگردانی سارا شوگرمن است که در سال ۲۰۰۴ منتشر شد.

## بازیگران
- لیندزی لوهان
- آدام گارسیا
- گلن هدلی
- الیسون پیل
- مگان فاکس
- الی مارینتهال
- کارول کین
- اشلی لگت
- آدام مک‌دونالد
- تام مک‌کاموس
- شیلا مک‌کارتی
- کوین براون